# Дані Шмулевич-Ром
Дані Шмулевич-Ром (івр. דני (רום‎‎) שמולביץ, нар. 29 листопада 1940 — 18 січня 2021) — ізраїльський футболіст, що грав на позиції нападника.
Виступав, зокрема, за клуб «Маккабі» (Хайфа), а також національну збірну Ізраїлю.

## Клубна кар'єра
У дорослому футболі дебютував 1957 року виступами за команду клубу «Маккабі» (Хайфа), кольори якої і захищав протягом усієї своєї кар'єри гравця, що тривала цілих сімнадцять років. 

## Виступи за збірну
1960 року дебютував в офіційних матчах у складі національної збірної Ізраїлю. Протягом кар'єри у національній команді, яка тривала 11 років, провів у формі головної команди країни лише 25 матчів.
У складі збірної був учасником чемпіонату світу 1970 року у Мексиці.

## Титули і досягнення
- Бронзовий призер Кубка Азії: 1968